# Gianni Amico
Gianni Amico (Loano, 27 dicembre 1933 – Roma, 2 novembre 1990) è stato uno sceneggiatore, regista, critico cinematografico e animatore culturale italiano.

## Biografia
Nel 1960 idea con il padre gesuita Angelo Arpa, la Rassegna Internazionale del Cinema Latinoamericano di Santa Margherita Ligure, che ospita i maggiori esponenti delle "nuove ondate" di cinema sudamericano (tra gli altri Glauber Rocha, Fernando Birri, Nelson Pereira dos Santos, Tomás Gutiérrez Alea) e, tra i tanti meriti culturali, ha quello di segnare la fine dell'isolamento diplomatico di Cuba ospitando le autorità cubane. 
In seguito si trasferisce a Roma, dove continua a lavorare come organizzatore culturale per la Mostra internazionale del cinema libero (dove cura nel 1964 una pionieristica sezione dedicata alla Nouvelle vague) e con la Mostra internazionale del Nuovo Cinema di Pesaro, di cui è membro della commissione di selezione nel 1966 e nel 1967. 
Partecipa alla produzione di Era notte a Roma (1960) di Roberto Rossellini e nel 1964 scrive assieme a Bernardo Bertolucci la sceneggiatura di Prima della rivoluzione.
Alla fine degli anni sessanta inizia a compiere i primi viaggi in Brasile, dove gira per la Rai i documentari Giovani brasiliani (1967) e Ah! Vem o samba. 
Collabora alla sceneggiatura di Partner (1968) per Bertolucci e di Il leone a sette teste per Glauber Rocha, ed è aiuto-regista di Jean-Luc Godard in Vento dell'est (1969). 
Negli anni settanta gira documentari e fiction per la Rai, tra i quali: Your Love is like the Sea (1976), L'inchiesta (1971), Ritorno (1973), Le cinque stagioni, Le affinità elettive (1979), Giovani, donne, fabbrica (1981) e Lo specchio rovesciato. Un'esperienza di autogestione operaia (1981). 
Organizza nel 1983 a Roma l'evento musicale Bahia de todos os sambas, allestito al Circo Massimo nell'ambito delle iniziative dell'Estate romana, al quale parteciparono grandi nomi della musica brasiliana come: Gilberto Gil, Caetano Veloso, Gal Costa, Naná Vasconcelos, João Gilberto e molti altri.
Muore nel novembre del 1990.
Nel 1995 Godard dedica a Gianni Amico il capitolo sul cinema italiano delle sue Histoire(s) du cinéma.

## Filmografia parziale

### Regista
- We Insist! Suite per la libertà subito (1964, documentario)
- L'Italia con Togliatti (1964, documentario collettivo)
- Appunti per un film sul Jazz (1965, documentario)
- Paolo (1966, cortometraggio)
- Musica Popular Brasileira (1966)
- Giovani brasiliani (1967, documentario)
- Tropici (1968)
- L'inchiesta (1971, film TV)
- Central Park (1972)
- Ritorno (1973)
- Il registratore (1975, cortometraggio)
- Sardegna, una voce (Maria Carta) (1975, documentario)
- Your Love is like the Sea. Per una generazione di americani (1976)
- Le cinque stagioni (1976, film TV in quattro puntate)
- Le affinità elettive (1979)
- Le mani svelte. Giovani, donne, fabbrica (1981)
- Lo specchio rovesciato. Un'esperienza di autogestione operaia (1981, co-diretto con Marco Melani)
- Io con te non ci sto più (1983)
- L'addio a Enrico Berlinguer (1984, documentario collettivo)
- Grandi mostre: futurismo e futuristi (1986, documentario)
- Gramsci l'ho visto così (1988, documentario)
- Un amore sconosciuto (1991)

### Sceneggiatore
- Partner, regia di Bernardo Bertolucci (1968)
- Il leone a sette teste (Der Leone Have Sept Cabeças), regia di Glauber Rocha (1970)